# Jurassic Jade
Jurassic Jade is een Japanse thrashmetalband uit Tokio, geformeerd in 1985.

## Biografie
In hun vroegere dagen droegen ze zwarte lijnen van make-up en zelfs tegenwoordig zijn ze nog steeds extravagant. Ze waren tevens een van de eerste wave van bands die de bodem voor de Deathrash hebben gelegd. In 1985 laat de band een nummer achter op de compilatie-lp Heavy Metal Force III. Jurassic Jade deelde tijdens toeren vaak het podium met soortgelijke bands als Casbah, Shell Shock, Hellchild, Outrage, Doom en United, waar ze veel vriendschappelijke relaties aan over hebben gehouden.

## Bandleden

### Laatst bekende line-up
- Hizumi (zang)
- Nob (gitaar)
- George (basgitaar)
- Haya (drums)

### Ex-leden
- Yasunori (basgitaar)

## Discografie

### Demo's
- 1985 - War By Proxy
- 1985 - Complete Death

### Albums
- 1987 - War By Proxy
- 1989 - Gore
- 1991 - Never Forget Those Days
- 1997 - After Killing Man
- 2000 - Wonderful Monument
- 2004 - Left Eye

### Singles/ep's
- 1985 - Live At Explosion! (ep)
- 1986 - A Cradle Song (Single)
- 1998 - Doku Yume Superuma (ep)
- 2006 - Hemiplegia (ep)
- 2008 - Endoplasm (ep)

### Compilaties
- 2005 - Kuroi Kajitsu (The Early Years 1985-1988)